# 長野女子高等学校

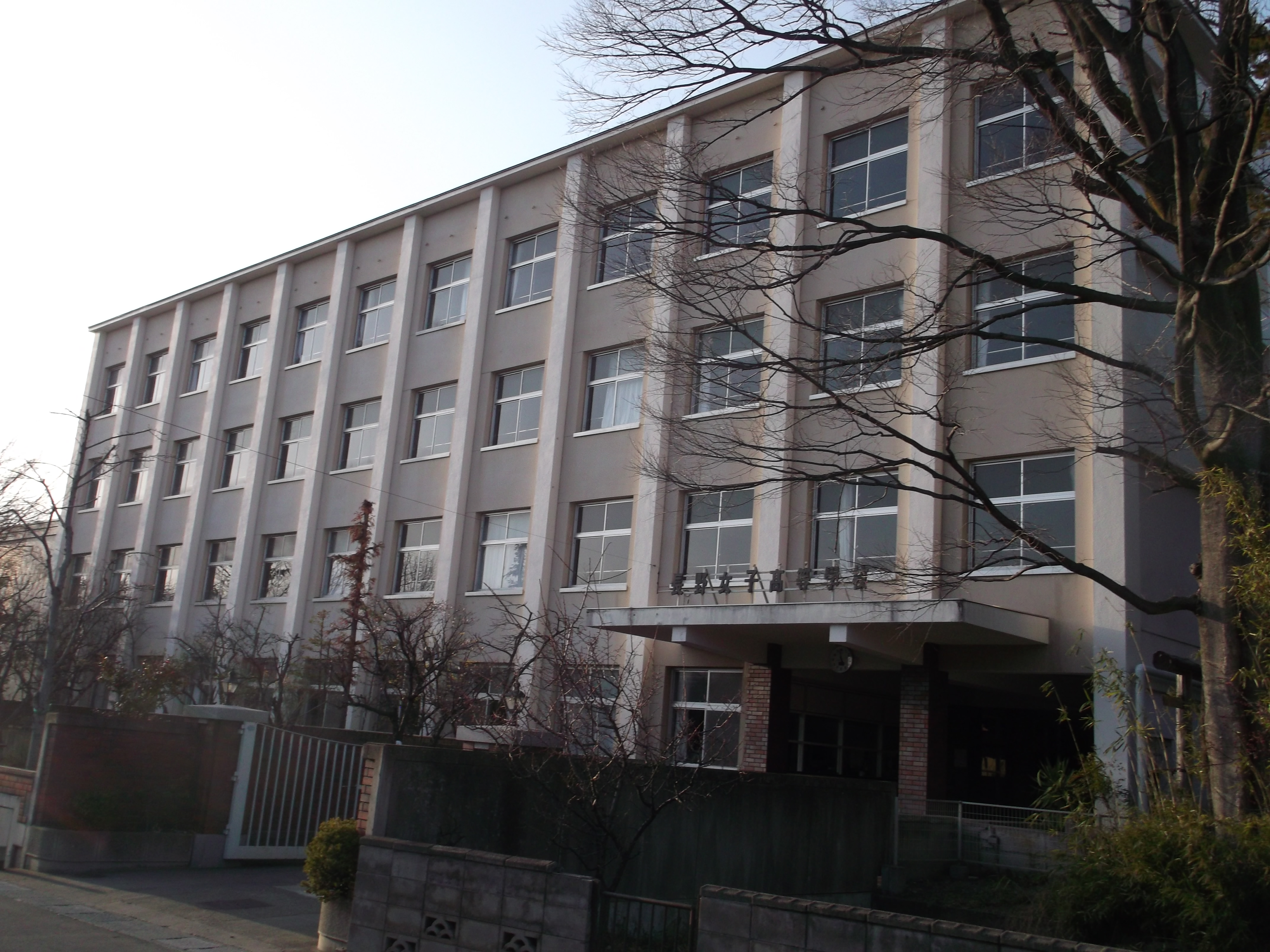
旧校舎

長野女子高等学校（ながのじょしこうとうがっこう）は、学校法人長聖が設置する長野県長野市三輪九丁目にある私立高等学校である。
文化祭は「白梅祭（はくばいさい）」と称し、校章に由来する。
公立校等の共学化が進む中で、現在では長野県下で最も歴史の長い女子高である。
「新時代を生きる女性の育成」を目指し、希望進路を実現するためのコース制を導入している。
2019年度入学生より授業科目を厳選し、一日5時間授業（金のみ6時間）としている。
2023年3月31日まで、当校は学校法人長野家政学園によって運営されていた。学校法人長野家政学園は、学校法人聖啓学園と合併して学校法人長聖となり、4月1日より運営を引き継いでいる。
2026年3月末で長野女子高等学校は閉校する予定である（新たに長野市に6年制で男女共学の中高一貫校が新設される）。

## 沿革
- 1925年 - 長野和洋裁縫女学校創設。（長野市県町）
- 1934年 - 長野高等実践女学校と改称。長野市中御所に移転。
- 1936年 - 長野市岡田町（長野県庁南）に移転。
- 1948年 - 長野高等家政学校と改称。
- 1957年 - 学校法人家政学園認可。初代理事長、小林倭文（しずり）。
- 1957年 - 長野女子高等学校に改称。初代校長 小林倭文。現在地（長野市三輪）へ移転。
- 1967年 - 学校法人長野家政学園に改称。
- 1967年 - 姉妹校である長野女子短期大学（2024年に長野短期大学に改称）が開学。
- 1978年 - 家政科を廃止。普通科のみとなる。
- 1995年 - 第2代校長　小林健治就任。
- 1998年 - 修学旅行を海外に変更（カナダ・バンクーバー、後にアメリカ・ロサンゼルス）。
- 2011年 - 新制服採用。
- 2013年 - 新校舎竣工。新コース制導入。
- 2013年 - 第3代校長　小林健雄就任。
- 2015年 - 創立90周年記念式典。
- 2021年 - 第4代校長　荻原美広就任。
- 2023年 - 学校法人長聖に変更。
- 2026年（予定） - 閉校[1]

## 校章
- 白梅に高の文字。

## 系列校
- 長野短期大学（旧長野女子短期大学 ）

## 交通
- 長野電鉄長野線：本郷駅徒歩8分